# 양양 명주사 부도군
양양 명주사 부도군은 대한민국 강원특별자치도 양양군 현북면, 명주사에 있는 부도군이다. 1991년 2월 25일 강원특별자치도의 문화재자료 제116호로 지정되었다.

## 개요
부도는 승려의 무덤을 상징하여 그 유골이나 사리를 모셔두는 곳이다. 명주사에 마련된 이 부도밭에는 모두 12기의 부도가 자리하고 있으며, 4기의 비석도 함께 남아있다.
12기의 부도 중에서 7기는 3단을 이루는 기단 위로 탑몸돌 및 지붕돌을 갖추었는데, 사각의 바닥돌과 둥근 탑몸돌을 제외한 각 부분이 8각을 이루고 있다. 나머지 5기는 받침돌 위로 종 모양의 탑몸돌을 올린 모습으로, 꼭대기에는 꽃봉오리 모양의 큼지막한 머리장식을 두었다. 4기의 비는 낮은 사각받침위로 비몸을 세우고 지붕돌을 갖춘 구조이다.
원래는 여러 곳에 흩어져 있었는데, 1994년 지금의 자리로 모두 모아 보존하고 있다.

## 참고 자료
- 양양명주사부도군 - 국가유산청 국가유산포털